# Richard Mentor Johnson

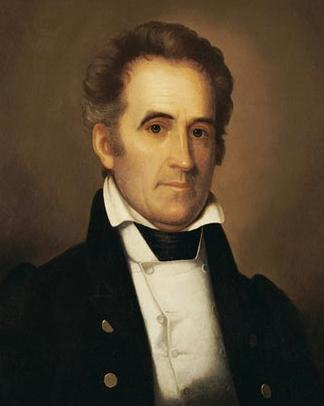
Richard M. Johnson

Richard Mentor Johnson (* 17. Oktober 1780 bei Louisville, heutiges Kentucky; † 19. November 1850 in Frankfort, Kentucky) war ein US-amerikanischer Politiker und von 1837 bis 1841 der neunte Vizepräsident der Vereinigten Staaten sowie Mitglied in beiden Kammern des US-Kongresses.

## Frühe Jahre
Johnson war das fünfte von insgesamt 11 Kinder von Robert Johnson und Jemima Suggett.
Johnson besuchte 1796 die örtliche Schule und anschließend die Transylvania University in Lexington. Nach einem Jurastudium wurde er im Jahr 1802 als Rechtsanwalt zugelassen. Er begann er in Great Crossings zu praktizierem, außerdem arbeitete er als Händler. Zwischen 1804 und 1806 und nochmals im Jahr 1819 war er Abgeordneter im Repräsentantenhaus von Kentucky.

## Militäreinsatz

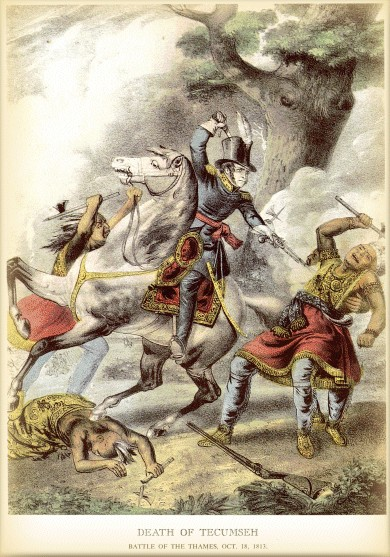
Die Lithographie von Nathaniel Currier (1841) gehört zu den zeitgenössischen Darstellungen, die den Tod von Tecumseh Johnson zuschrieben.

Während des Britisch-Amerikanischen Krieges von 1812 kommandierte er als Oberst ein Regiment, das 1813 in Kanada operierte. Bei der Schlacht am Thames River wurde Johnson mehrfach verletzt. Ihm wurde (vermutlich zu Unrecht) die Tötung des Indianerhäuptlings Tecumseh in einem Kavalleriegefecht zugeschrieben. Johnson wurde für seine Tapferkeit ausgezeichnet und der Vorfall half ihm bei seiner politischen Karriere.

## Politische Laufbahn im Kongress
Zwischen 1807 und 1819 vertrat er seinen Staat im US-Repräsentantenhaus in Washington. Dort war er zeitweise Vorsitzender des Ausschusses, der sich mit Forderungen gegen den Staat beschäftigte (Committee on Claims), sowie Mitglied eines Ausschusses, der die Ausgaben des Kriegsministeriums überwachte. Nach dem Rücktritt von John J. Crittenden vom Amt des US-Senators wurde Johnson zu dessen Nachfolger als Class-2-Senator ernannt. Nach einer erfolgreichen Wiederwahl konnte er zwischen dem 10. Dezember 1819 und dem 3. März 1829 im Senat verbleiben. Im Jahr 1828 verfehlte er dann aber eine angestrebte erneute Wiederwahl. Dort wurde George M. Bibb sein Nachfolger. Im Senat war er Vorsitzender des Postausschusses (Committee on Post Office and Post Roads). Nach seiner Abwahl aus dem Senat schaffte Johnson erneut den Einzug in das US-Repräsentantenhaus. Dort amtierte er zwischen 1829 und 1837. Er war auch hier zeitweise Vorsitzender des Postausschusses und Mitglied des Militärausschusses.

## Vizepräsident der Vereinigten Staaten
Für die Präsidentschaftswahl 1836 wurde er zum demokratischen Kandidaten für das Amt des US-Vizepräsidenten unter Martin Van Buren bestimmt. Richard Johnson war der einzige Vizepräsident, der vom Senat gewählt werden musste, da er bei der Präsidentschaftswahl aufgrund von Faithless Electors aus Virginia, die ihre Stimme im Wahlmännerkollegium zwar Van Buren aber anstelle von Johnson William Smith gaben, keine Mehrheit im Electoral College erhalten hatte. Seine eheähnliche Beziehung ohne Trauschein (Common-law marriage) mit seiner Sklavin Julia Chinn, einer Frau mit einer achtelanteiligen (octoroon) und afrikanischen Herkunft und seine Anerkennung seiner Töchter wurde dabei kritisiert.
Nach der Stichwahl im Senat, die er gegen den zweiterfolgreichsten Kandidaten um die Vizepräsidentschaft Francis Granger mit 33 zu 16 Stimmen für sich entschieden hatte, trat er das Amt am 4. März 1837 an und war damit Teil der Regierung des neuen Präsidenten Van Buren. Da er Geldprobleme hatte, nahm er eine neunmonatige Auszeit, um in Kentucky eine Gastwirtschaft zu betreiben. Seine Amtszeit endete 1841, nachdem er für die Präsidentschaftswahl 1840 von seiner Partei nicht zur Wiederwahl nominiert worden war. Allerdings konnte auch kein anderer Bewerber die erforderliche Zweidrittelmehrheit der Delegierten auf dem Nominierungsparteitag hinter sich bringen. Daher ging Van Buren ohne einen Running Mate in den Wahlkampf. Es war, abgesehen von George Washington bei den ersten beiden Wahlen, das einzige Mal in der amerikanischen Geschichte, dass ein Kandidat ohne Anwärter für die Vizepräsidentschaft antrat. Bei einem Wahlsieg Van Burens hätte dann wie schon 1836 der Senat einen Vizepräsidenten wählen müssen. Da die Wahl jedoch für die Demokraten verloren ging, kam es hierzu nicht. Johnson schied turnusgemäß am 4. März 1841 aus dem Amt.
Im Jahr 1850 saß Johnson nochmals im Repräsentantenhaus von Kentucky. Er verstarb allerdings am 19. November desselben Jahres in Frankfort und wurde dort auch beigesetzt.

## Familienleben

Politische Karikatur von Johnson mit seinen Töchtern Adeline und Imogene (rechts), sie halten ein vorgebliches Bild ihrer Mutter

Johnson hatte ein uneheliches Kind, Celia Johnson, von seiner ehemaligen Verlobten, einer Näherin, die bei ihm aufwuchs. Mit seiner minderjährigen Sklavin Julia Chinn hatte er zwei Töchter. Chinn war eine Mulattin mit nur einem schwarzen Urgroßelternteil ("octoroon"). Er lebte seit 1811 in einem eheähnlichen Verhältnis mit Chinn, sie verwaltete seine Plantage Great Crossings und empfing seine Gäste, darunter den Marquis de Lafayette. Nach dem Tode von Chinn an Cholera 1833 ließ er seine Töchter Adaline Chinn Johnson (* 1812) und Imogene frei. Beziehungen mit weiteren Sklavinnen sind belegt. Eine von ihnen, Cornelia Parthene, versuchte 1835 nach Kanada zu fliehen, sie wurde aber von seinem Bruder in Ohio gefangen genommen und an Johnson zurückgegeben, der sie auf einer Auktion verkaufte und sich ihre Schwester als Mätresse nahm.

## Ehrungen
Nach Johnson sind Countys in Kentucky, Missouri, Nebraska und Iowa benannt. 2020 diskutierten die Einwohner von Johnson County in Iowa die Benennung ihres Kreises nach einem Sklavenhalter und eine Änderung der eponymen Person.